# Нит-Порт-Толбот
 Нит-Порт-Толбот (англ. Neath Port Talbot, валл. Castell-nedd Port Talbot) — унитарная административная единица (округ) Уэльса со статусом города-графства (англ. county borough).
Унитарная единица образована Актом о местном управлении 1994 года путём объединения районов Нит, Порт-Толбот и части Долины Ллиу. 2 апреля 1996 году первоначальное название «Нит и Порт-Толбот» было изменено на «Нит-Порт-Толбот».
Область расположена в южном Уэльсе и граничит с областями Суонси на западе, Кармартеншир и Поуис на севере, Бридженд и Ронта, Кинон, Таф на востоке. Нит — Порт — Толбот находится на территории традиционного графства Гламорганшир.
Основные города: Нит, Порт-Толбот и Аберавон.

## Города-побратимы
- Альбасете, Испания (1996)
- Баньё, Франция
- Веленье[вд], Словения (1996)
- Вьен, Франция (1996)
- Пётркув-Трыбунальский, Польша (1996)
- Схидам, Нидерланды
- Удине, Италия (1996)[2]
- Хайльбронн, Германия (1996)
- Эсслинген-на-Неккаре, Германия (1996)[3]